# ミールサイト・スルタンガリエフ

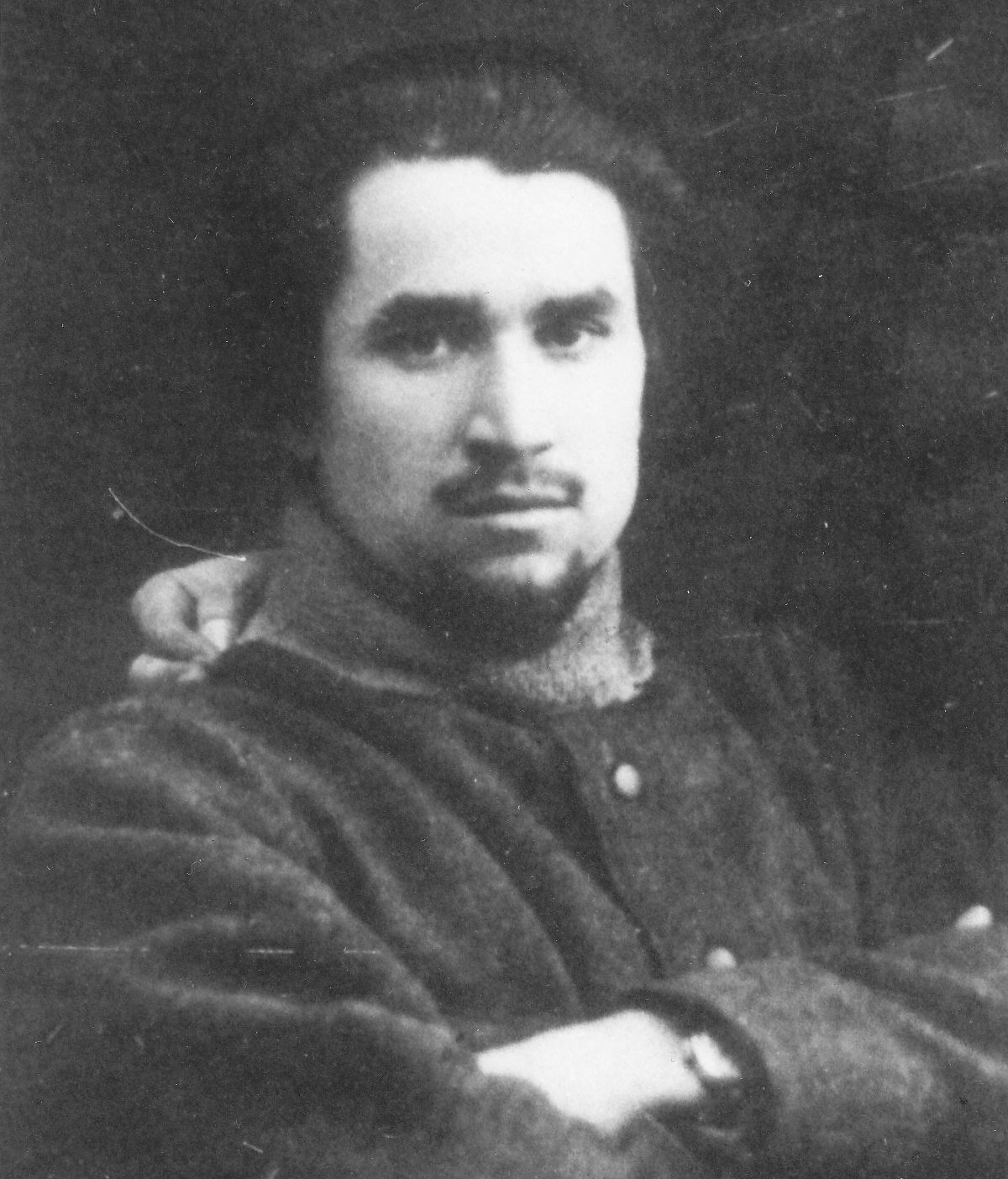
ミールサイト・スルタンガリエフ

ミールサイト・スルタンガリエフ（タタール語: Мирсәет Хәйдәргали улы Солтангалиев、Mirsäyet Xäydärğäli ulı Soltanğäliev、露: Мирсаи́д Хайдаргали́евич Султа́н-Гали́ев、Mirsaid Sultan-Galiev、1892年7月13日 - 1940年1月28日）は、ロシア革命期のタタール人民族主義者、革命運動家。

## 人物・生涯
現在のバシコルトスタン共和国のウファ県ステルリタマク郡にて生まれた。
1907年からカザンのタタール師範学校に在籍し卒業後、ウファ市立図書館で勤務する。新聞社での記者活動を経て、1917年にロシア共産党に入党。入党後は、カフカース派で共感を覚えていたヨシフ・スターリンに大抜擢され、中央ムスリム人民委員部委員、ムスリム軍事参与会議長、民族問題人民委員部の機関紙『民族生活』の編集長を務め、ムスリム出身の党員では党内の最高位まで登りつめた。
スルタンガリエフは、ソ連のタタール人社会を、資本主義の前段階にあるものとして位置づけ、すでに資本主義化したロシア人社会とは異なるアプローチで社会主義システムを建設する必要があると主張した。また、西洋の帝国主義から植民地を解放する上で、民族主義や宗教の役割を高く評価した。
スルタンガリエフは、著作『ムスリムに対する反宗教宣伝の方法』において、党内で一般的であったイスラームを反動的宗教とする考えを否定し、人間と社会の間のバランスを取る存在としてイスラームを評価している。また、帝国主義諸国に植民地化されたイスラーム世界において、イスラームは反帝国主義の思想になり得ると主張した。
こうした思想を背景として、スルタンガリエフは、ソ連領内のテュルク系諸民族による統一した自治政府の必要性を主張し、ヴォルガ川中流域の「タタール共和国」・「バシキール共和国」、トルキスタンの「トルキスタン共和国」の設立活動を行った。エンヴェル・パシャの裏切り（バスマチ蜂起）によって汎テュルク主義が奨励されなくなり、その同年1923年に反ソ運動を行ったということで逮捕され失脚。1940年にルビャンカ監獄で処刑された。
ペレストロイカ期の歴史の見直しの過程で、1990年にソ連邦最高裁の決定により名誉回復がなされた。